# Treviso
Treviso é uma cidade e comuna na região do Vêneto no norte da Itália. É a capital da província de Treviso. O município tinha 84.669 habitantes em setembro de 2017. Cerca de 3.000 vivem dentro das muralhas venezianas

## Geografia

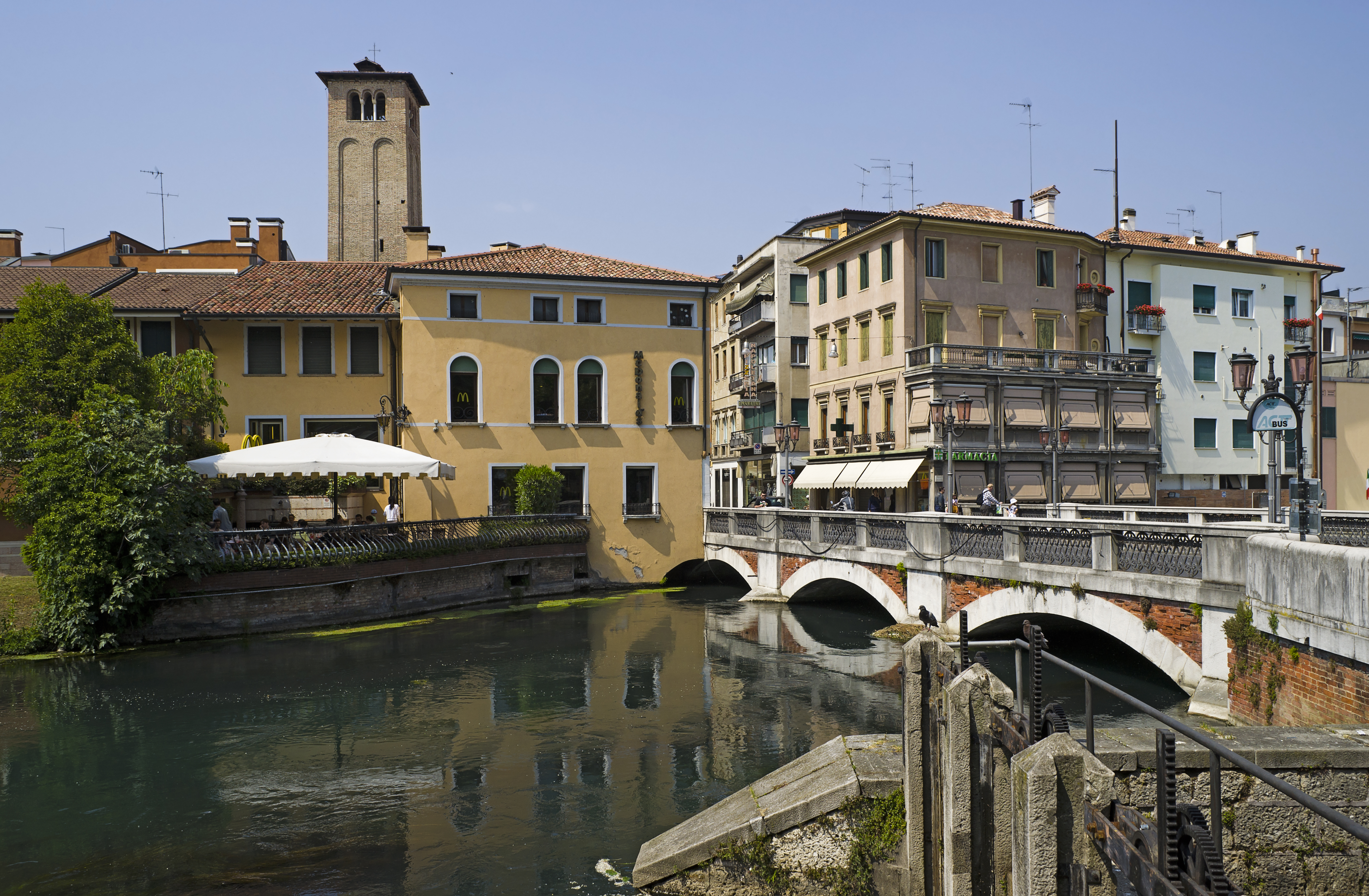
Uma ponte sobre o rio Sile em Treviso

Treviso está localizada na confluência do Botteniga com o Sile, a 30
 quilômetros (19 milhas) ao norte de Veneza, 50 km (31 mi) a leste de Vicenza, 40 km (25 mi) ao nordeste de Pádua e 120 km (75 mi) ao sul de Cortina d'Ampezzo. A cidade está situada a cerca de 15 km (9 mi) a sudoeste da margem direita do Rio Piave, na planície entre o Golfo de Veneza e os Alpes.

## História

### Era Antiga
Alguns acreditam que Treviso derivou seu nome da palavra Celta "tarvos" misturada com o sufixo Latim "isium", formando "Tarvisium", do tarvos. Tarvos significa touro na mitologia celta, embora a mesma palavra possa se referir ao leão, ou Leão, na astrologia oriental. Outros acreditam que vem de uma palavra da língua de uma tribo que veio primeiro para Treviso.
Tarvisium, então uma cidade dos Venetos, tornou-se um municipium em 89 a.C. depois que a Roma Antiga adicionou a Gália Cisalpina aos seus domínios. Cidadãos foram atribuídos à tribo romana Claudia. A cidade ficava próxima da Via Postumia, que ligava Opitergium a Aquileia, duas cidades importantes da Venetia romana durante os tempos antigos e medievais iniciais. Treviso é raramente mencionada por escritores antigos, embora Plínio escreva sobre o Silis, ou seja, o Rio Sile, fluindo ex montibus Tarvisanis.
Durante o período romano, o Cristianismo se espalhou por Treviso. A tradição registra que São Prosdocimus, um grego que tinha sido ordenado bispo por São Pedro, trouxe a fé católica para Treviso e áreas circundantes. No século IV, a população cristã cresceu o suficiente para merecer um bispo residente. O primeiro bispo documentado foi João, o Piedoso que começou seu episcopado em 396 d.C. 

### Idade Média
Treviso juntou-se à Liga Lombarda, e ganhou independência após a Paz de Constança (1183). Isso durou até o surgimento das senhorias no norte da Itália. Em 1214, Treviso foi o cenário do Castelo do Amor que se transformou em uma guerra entre Pádua e Veneza. Entre as várias famílias que governaram Treviso, os Da Romano reinaram de 1237 a 1260. Lutas entre facções Guelfas e Gibelinas seguiram-se, com os primeiros triunfando em 1283 com Gherardo III da Camino, após o qual Treviso experimentou um crescimento econômico e cultural significativo que continuou até 1312. Treviso e suas cidades satélites, incluindo Castelfranco Veneto (fundada pelos Trevigiani em contraposição a Pádua), tornaram-se atrativas para poderes vizinhos, incluindo os da Carrara e Scaligeri. Após a queda do último senhor Caminesi, Rizzardo IV, a Marca Trevigiana foi o local de lutas e devastação contínuas (1329–1388).
O notário e médico de Treviso, Oliviero Forzetta, era um ávido colecionador de antiguidades e desenhos; a coleção foi publicada em um catálogo em 1369, o mais antigo catálogo desse tipo a sobreviver até hoje.

### Domínio Veneziano

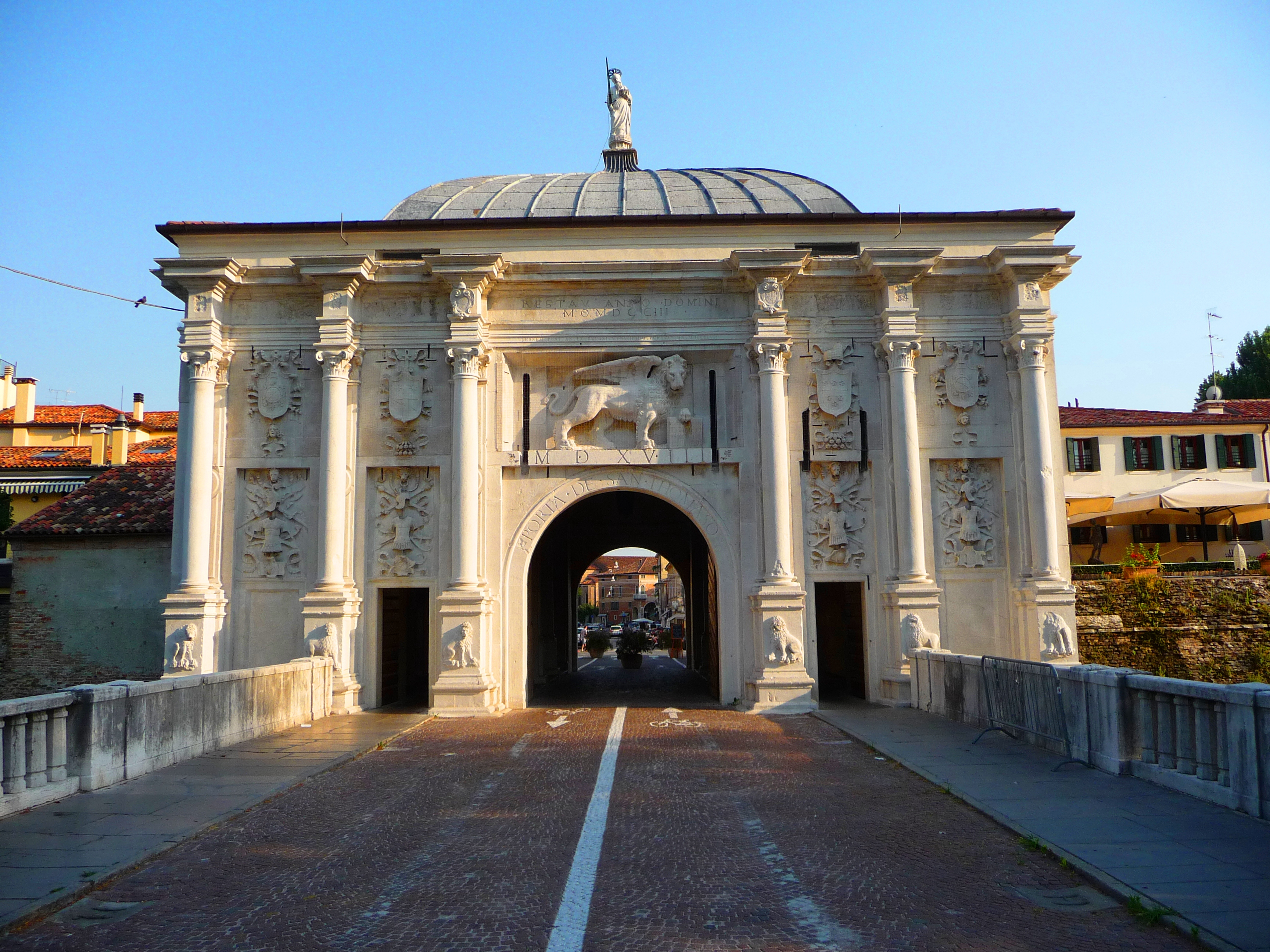
Porta San Tomaso, com o Leão de São Marcos, emblema da República de Veneza

Em 1381, a cidade foi entregue ao duque da Áustria, e entre 1384 e 1388 foi governada pelos despotas Carraresi. Após retornar para Veneza, a cidade foi fortificada e recebeu uma imensa linha de muralhas e rampas, ainda existentes; estas foram renovadas no século seguinte sob a direção de Fra Giocondo, duas das portas sendo construídas pelos Lombardi. Os numerosos cursos d'água foram explorados com vários rodízios de água que principalmente alimentavam moinhos para moer grãos produzidos localmente. 

### Domínio Francês e Austríaco
Treviso foi tomada em 1797 pelos franceses sob Édouard Adolphe Casimir Joseph Mortier, que foi feito duque de Treviso. A dominação francesa durou até a derrota de Napoleão, após o que passou para o Império Austríaco. Os cidadãos, ainda leais no coração à caída República de Veneza, ficaram descontentes com o domínio imperial e em março de 1848 expulsaram a guarnição austríaca. No entanto, após a cidade ser bombardeada, o povo foi compelido a capitular em 14 de junho seguinte. O domínio austríaco continuou até Treviso ser anexada, junto com o resto do Veneto, ao Reino da Itália em 1866.

### Século XX
O Bombardeio de Treviso na Segunda Guerra Mundial foi significativo. Uma grande parte das estruturas medievais do centro da cidade foi destruída — incluindo parte do Palazzo dei Trecento, posteriormente reconstruída — causando a morte de cerca de 1.600 pessoas.

## Demografia
| Variação demográfica do município entre 1861 e 2011                               |
|                                                                                   |
| Fonte: Istituto Nazionale di Statistica (ISTAT) - Elaboração gráfica da Wikipedia |

## Clima
O clima de Treviso é subcontinental, apresentando características semelhantes ao que geralmente se encontra na planície de Padano-Veneta, embora com as devidas e múltiplas variações microclimáticas, dependendo da área. Os Invernos são moderadamente frios e os Verões quentes e abafados. A temperatura média mínima no trimestre de Inverno é inferior a zero, com geadas frequentes, especialmente durante períodos de estabilidade atmosférica com céu limpo. Nessas situações, as temperaturas mínimas podem descer vários graus abaixo de zero.
Há também episódios de nevoeiro, por vezes persistentes durante todo o dia, especialmente nas áreas a sul do centro da cidade. A neve em Treviso não é certamente um fenômeno incomum, como geralmente ocorre, com ou sem acumulação na maioria das estações de inverno, embora a planície de Treviso seja normalmente menos nevada do que outras áreas da planície do Veneto e muitas vezes a neve transforma-se rapidamente em chuva. Também se deve considerar que Treviso está localizada na parte oriental da planície do Veneto-Friuli e está exposta a massas de ar continentais de leste que, se suficientemente intensas, podem levar a dias de gelo.
Embora este fenômeno tenha sido menos frequente nos últimos anos, em Dezembro de 2009 a cidade assistiu a uma queda de neve muito intensa.
Os Verões são quentes e abafados, com um evidente fenômeno de "ilha de calor" que especialmente em certos momentos aflige o Centro Histórico. Durante as fases caracterizadas pela presença do anticiclone subtropical, que nos últimos 15 anos ocorreram praticamente todos os Verões, o calor na área dentro das Paredes pode ser considerável à noite, com temperaturas até 4-5 graus mais elevadas do que nas áreas periféricas. Durante o Verão, as fases quentes podem ser abruptamente interrompidas por infiltrações de ar fresco, que frequentemente causam fenômenos violentos, incluindo tempestades de granizo. A precipitação média anual excede 900 mm e os valores mais elevados encontram-se no Outono e na Primavera.

## Estrangeiros em Treviso
Em Treviso vivem cerca de 30.593 estrangeiros, ou seja, 40,8% da população. Os grupos mais numerosos são::
1. Brasil, 5311
2. Sérvia, 3088
3. Albânia, 2834
4. Romênia, 2817
5. Moldávia, 1934
6. Bangladesh, 1727
7. Ucrânia, 1522
8. Marrocos, 1482
9. Burkina Faso, 1294
10. China, 827

## Cidades-irmãs
Treviso é geminada com as seguintes cidades:

| América - Curitiba, Brasil (1993) - Sarasota, EUA (2007) - Neuquén, Argentina | Europa - Orléans, França (1965) - Timișoara, Romênia (2003) |  |